# Poa uruguayensis
Poa uruguayensis är en gräsart som beskrevs av Parodi. Poa uruguayensis ingår i släktet gröen, och familjen gräs. Inga underarter finns listade i Catalogue of Life.